# Tim Plvnk
Tim Plvnk (Eigenschreibweise: TIM PLVNK, ausgesprochen wie Tim Plank) ist ein deutscher DJ und Produzent der elektronischen Tanzmusik.

## Leben
Tim Plvnk wuchs in Spanien auf. Mit 12 Jahren kehrte er nach Deutschland zurück und begann Schlagzeugunterricht zu nehmen. 2011 begann er mit dem DJing und ab 2013 produzierte er seine ersten eigenen Tracks. Er begann in verschiedenen Bandkonstellationen zu arbeiten und verlor sich in einer Reihe von Projekten. 2019 verließ sein letzter Bandkollege das gemeinsame Projekt und Tim Plvnk entschloss sich, es weiter zu versuchen. 2019 nahm er sein Pseudonym auf und kam zunächst bei der Universal Music Group unter, wo er eigene Tracks veröffentlichte und an einem Remix von Imanys Wonderful Life zusammen mit Ayoshas mitwirkte.
2023 trennt er sich von Universal Music und versucht als Independent-Künstler Fuß zu fassen. 2024 veröffentlicht er einen Remix von Fredrik Vahles Kinderlied Anne Kaffeekanne, welcher sich in den deutschen und österreichischen Charts platzieren konnte. Später erstellte das Duo Harris & Ford ihrerseits einen Remix von Plvnks Remix.

## Diskografie

### Singles
- 2019: Echo
- 2019: I Just Want You
- 2019: Just Tonight
- 2020: I Need You
- 2020: Cookie Dough
- 2021: Miracle
- 2021: Adiós Amigo
- 2021: Somebody
- 2021: Get It On Tonite
- 2021: Living on My Own
- 2022: Shawty
- 2023: 100 Bottles
- 2023: Coulda Woulda
- 2023: Numb
- 2023: Without You
- 2023: Miss You
- 2024: Anne Kaffeekanne
- 2024: Bodo mit dem Bagger

### Remixes
- 2022: Imany: Wonderful Life (mit Ayosha)